# باولو ألكوسر
باولو ألكوسر هو لاعب كرة قدم ألماني في مركز الوسط، ولد في 3 سبتمبر 2000 في ألمانيا. لعب مع نادي بوليفار.